# Marie Louise
Marie Louise – wyspa leżąca w południowej części Amirantów na Seszelach, 13 km od najbliższego sąsiada Desnœufs. Marie Louise jest niską i piaszczystą, koralową skałą, o owalnym kształcie 1250×600 m i wysokości 9 m, której powierzchnia wynosi 52,6 ha. Wyspę zamieszkują stale pracownicy rolni i rybacy, mieszkający w małej osadzie na zachodnim brzegu, ponad plażą i naprzeciw jedynego bezpiecznego kotwicowiska. Zejście z łodzi na ląd jest trudne. 
Na wyspie, wzdłuż północnej części wschodniego brzegu znajduje się utwardzone lądowisko o długości 518 m, (kod ICAO: FSMA). Z wyspy nie ma regularnych lotów.
W północno-zachodniej części wyspy znajdują się uprawy palm orzecha kokosowego. Część wyspy jest przykryta drzewami Casuarina equisetifolia.
Wyspa została nazwana przez kawalera du Roslan w 1771 imieniem jego statku Marie Louise. Od końca XIX wieku, wyspa była dzierżawiona i zamieszkała bez przerwy. W roku 1905 populacja liczyła 86 osób i w tym roku eksport guana wyniósł 3500 ton. Do 1963 główną gospodarką było guano, którego eksport wynosił nadal 3000 ton rocznie. Dodatkowymi produktami były kopra i suszona ryba.
W roku 1980 były próby przystosowania wyspy do celów turystycznych. Zbudowano kilka bungalowów, ale skończyło się to niepowodzeniem z powodu ograniczeń w ruchu powietrznym, w związku z przelotami wielu ptaków morskich. Ponadto lądowanie samolotów jest utrudnione z powodu stromego wybrzeża, które usiane jest porozrzucanymi skałami.